# Gazeta Stargardzka
Gazeta Stargardzka – dwutygodnik społeczno-kulturalny ukazujący się od 1990 do 2001 roku w Stargardzie oraz na terenie powiatu stargardzkiego. Jej wydawcą był Zarząd Miasta Stargardu. Początkowo gazeta ukazywała się jako tygodnik, a następnie w zależności od sytuacji finansowej, jako tygodnik lub dwutygodnik. Gazeta jako organ samorządowy poruszała dziedziny życia społecznego i gospodarczego miasta. Do końca roku 2000 wydano 264 numerów. Łącznie ukazało się 284 numerów. Ostatni wydano 12 grudnia 2001 roku.

## Ludzie Gazety Stargardzkiej (1990–2001)[1][2]

### Redaktorzy naczelni
- Halina Pytel-Kapanowska[3] (1990–1993)[4]
- Wojciech Makowski (1993–1997)

- Bożena Kuszela (1997–1999)
- Piotr Zieliński (2000–2001)[10][2]

### Pracownicy i współpracownicy
- Tadeusz Surma (fotoreporter) (1990–?)
- Wojciech Makowski (1991–1997)[11]
- Bożena Kuszela (1993–?)
- Marcin Majewski (1993–1997)
- Henryk Parczewski (1993–?)
- Daniel Januchowski (1993–1998)
- Marcin Rumiński (1990; 1996–1997)
- Katarzyna Wiśniewska (1996–1997)
- Zbigniew Jodkowski (1993–1997)
- Eugeniusz Pawłoski (1990–1993)
- Bogdan Nesteruk (1990–1994)
- Zenon Świętoński (1990–1994)
- Wioletta Mordasiewicz (1999–2001)
- Marcin Krupiński (1999–2001)
- Marek Sobotnicki (1999–2001)
- Radosław Bruch (1999–2001)
- Danuta Wojciechowska (1999–2001)
- Bohdan Kowalski (1999–2001)
- Beata Łaptuta (1998–2000)[12]
- Grzegorz Drążek[13][14] (1999–2001)[15]